# UHamu kaNzibe
 (mai 2020).

uHamu kaNzibe ou Hamu kaNzibe (c. 1834–1887) était un prince zoulou, demi-frère et grand rival du roi Cetshwayo et qui a trahi les siens à de nombreuses reprises.

## Biographie
Bien que plus âgé que Cetshwayo, uHamu était loin dans la succession du roi Mpande parce que sa mère n’avait pas été choisie par ce dernier comme sa « première épouse ».
inKosi du peuple Ngenetsheni, uHamu entame des négociations avec les Britanniques à la fin de l'année 1878, juste avant la guerre anglo-zouloue, rejoignant ainsi les forces d’Evelyn Wood. Pour le punir, le roi Cetshwayo envoie son impi contre lui ce qui conduit à la troisième guerre civile zouloue.
Après la bataille de Hlobane en 1879, le prince uHamu et ses disciples se rendent à nouveau à Evelyn Wood à Kambula.